# William Hagahuno
William Hagahuno  est un homme politique papou-néo-guinéen.

## Biographie
Il obtient une licence de Droit de l'université de Papouasie-Nouvelle-Guinée en 1993, puis poursuit ses études à l'Institut de Formation juridique de Papouasie-Nouvelle-Guinée (PNG Legal Training Institute). Il s'établit ensuite comme avocat dans un cabinet d'avocats.
Il est élu député de la circonscription de Kainantu aux élections législatives de 2022. Entrant sans étiquette au Parlement national, il rejoint le Parti travailliste unifié après son élection, puis change de parti et se joint au Parti des ressources unies. Le 4 février 2024, il quitte ce parti à son tour lorsqu'il quitte les bancs de la majorité parlementaire et se joint à l'opposition. Le 5 mars 2024, Douglas Tomuriesa, chef de l'opposition parlementaire, le nomme ministre fantôme de l'Agriculture dans son cabinet fantôme,.